# Liste der Pfarren im Dekanat Schwechat
Das Dekanat Schwechat ist ein Dekanat im Vikariat Unter dem Wienerwald der römisch-katholischen Erzdiözese Wien.

## Pfarren mit Kirchengebäuden und Kapellen
| Pfarre                                                               | Teilgemeinden                                                                | Seelsorgeraum/Pfarrverband | Seit                   | Patrozinium                                                 | Kirchengebäude und Kapellen                                                                       | Bild                              |
| -------------------------------------------------------------------- | ---------------------------------------------------------------------------- | -------------------------- | ---------------------- | ----------------------------------------------------------- | ------------------------------------------------------------------------------------------------- | --------------------------------- |
| Enzersdorf an der Fischa                                             |                                                                              | Fischatal Nord             | vor 1227, neu vor 1666 | St. Thomas                                                  | Pfarrkirche Enzersdorf an der Fischa Kapelle in Kleinneusiedl                                     | Pfarrkirche Enzersdorf            |
| Fischamend                                                           |                                                                              | Fischatal Nord             | um 1100                | St. Michael                                                 | Pfarrkirche Fischamend Dorfkirche Fischamend                                                      | Pfarrkirche Fischamend            |
| Himberg                                                              |                                                                              | Südheide                   | vor 1236               | St. Georg                                                   | Pfarrkirche Himberg Kapelle in Pellendorf, Kapelle im Landespensionisten- und -pflegeheim Himberg | Pfarrkirche Himberg               |
| Mannswörth                                                           |                                                                              | Ala Nova                   | um 1050                | St. Johannes der Täufer                                     | Pfarrkirche Mannswörth                                                                            | Pfarrkirche Mannswörth            |
| Maria Lanzendorf                                                     |                                                                              | Südheide                   | vor 1395, neu 1784     | Unsere Liebe Frau                                           | Wallfahrtskirche Maria Lanzendorf                                                                 | Wallfahrtskirche Maria-Lanzendorf |
| Rannersdorf                                                          |                                                                              | Ala Nova                   | 1946                   | Herz Mariä                                                  | Pfarrkirche Rannersdorf Filialkirche Kledering                                                    | Pfarrkirche Rannersdorf           |
| Rauchenwarth                                                         |                                                                              | Fischatal Nord             | 1783                   | St. Magdalena                                               | Pfarrkirche Rauchenwarth Kirche Maria Brünnl                                                      | Pfarrkirche Rauchenwarth          |
| Schwadorf                                                            |                                                                              | Fischatal Nord             | vor 1200               | Mariä Himmelfahrt                                           | Pfarrkirche Schwadorf                                                                             | Pfarrkirche Schwadorf             |
| Schwechat                                                            |                                                                              | Ala Nova                   | 1729                   | St. Jakob der Ältere                                        | Pfarrkirche Schwechat Filialkirche Kleinschwechat, Sprengelgemeinde Zirkelweg                     | Pfarrkirche Schwechat             |
| Velm                                                                 |                                                                              | Südheide                   | 1956                   | St. Nikolaus                                                | Pfarrkirche Velm                                                                                  | Pfarrkirche Velm                  |
| Zwölfaxing                                                           |                                                                              | Ala Nova                   | 1970                   | Hl. Dreifaltigkeit                                          | Pfarrkirche Zwölfaxing                                                                            | Pfarrkirche Zwölfaxing            |
| Zu den Heiligen Schutzengeln (bis 31. Dezember 2021: Gramatneusiedl) | Ebergassing Gramatneusiedl Mitterndorf an der Fischa Moosbrunn Wienerherberg |                            | 1949                   | Hl. Schutzengel (bis 31. Dezember 2021: St. Peter und Paul) | Pfarrkirche Gramatneusiedl                                                                        | Pfarrkirche Gramatneusiedl        |
| Zu den Heiligen Schutzengeln                                         | Ebergassing                                                                  |                            |                        |                                                             | Filialkirche Ebergassing                                                                          | Pfarrkirche Ebergassing           |
| Zu den Heiligen Schutzengeln                                         | Mitterndorf an der Fischa                                                    |                            | nach 1325, neu 1773    | St. Katharina                                               | Pfarrkirche Mitterndorf an der Fischa                                                             | Pfarrkirche Mitterndorf           |
| Zu den Heiligen Schutzengeln                                         | Moosbrunn                                                                    |                            |                        |                                                             | Pfarrkirche Moosbrunn                                                                             | Pfarrkirche Moosbrunn             |
| Zu den Heiligen Schutzengeln                                         | Wienerherberg                                                                |                            |                        |                                                             | Pfarrkirche Wienerherberg                                                                         | Pfarrkirche Wienerherberg         |

Zur ehemaligen Pfarre Ebergassing (1783–2021) siehe Filialkirche Ebergassing.

Zur ehemaligen Pfarre Mitterndorf an der Fischa (1773–2021) siehe Pfarrkirche Mitterndorf an der Fischa.

Zur ehemaligen Pfarre Moosbrunn (1312–2021) siehe Pfarrkirche Moosbrunn.

Zur ehemaligen Pfarre Wienerherberg (1429–2021) siehe Pfarrkirche Wienerherberg.

## Dekanat Schwechat
Es umfasst 12 Pfarren mit ca. 30.000 Katholiken.
Diözesaner Entwicklungsprozess
Am 29. November 2015 wurden für alle Pfarren der Erzdiözese Wien Entwicklungsräume definiert. Die Pfarren sollen in den Entwicklungsräumen stärker zusammenarbeiten, Pfarrverbände oder Seelsorgeräume bilden. Am Ende des Prozesses sollen aus den Entwicklungsräumen neue Pfarren entstehen. Im Dekanat Schwechat wurden folgende Entwicklungsräume festgelegt:
- Himberg, Maria Lanzendorf und Velm
  - Subeinheit 1: Himberg und Velm
  - Subeinheit 2: Maria Lanzendorf
- Enzersdorf an der Fischa, Fischamend, Rauchenwarth und Schwadorf
- Mannswörth, Rannersdorf, Schwechat und Zwölfaxing
- Ebergassing, Gramatneusiedl, Mitterndorf an der Fischa, Moosbrunn und Wienerherberg (seit 1. Jänner 2022 Pfarre Zu den Heiligen Schutzengeln)

Dechanten
- Richard Kager ist Dechant und Pfarrer von Schwadorf.